# Maguipamacopini
Maguipamacopini, jedno od plemena iz sjevernog Meksika koji su prema Chapi živjeli 1680.-tih na encomijendi u Nuevo Leónu. 
Chapa njihovo ime prevodi kao estrella grande que mata venado; velika zvijezda koja ubija jelena